# Comuna Dovhomostîska, Mostîska
Dovhomostîska (în ucraineană Довгомостиська) este o comună în raionul Mostîska, regiunea Liov, Ucraina, formată din satele Borteatîn, Dovhomostîska (reședința), Kneajîi Mist și Novosilți.

## Demografie
Componența lingvistică a comunei Dovhomostîska
     Ucraineană (99,67%)
     Alte limbi (0,22%)
Conform recensământului din 2001, majoritatea populației comunei Dovhomostîska era vorbitoare de ucraineană (99,67%), existând în minoritate și vorbitori de alte limbi.